# Џилет (Висконсин)
Џилет (енгл. Gillett) град је у америчкој савезној држави Висконсин.

## Демографија
По попису из 2010. године број становника је 1.386, што је 130 (10,4%) становника више него 2000. године.
| Група             | 2000.         | 2010.         |
| Белци             | 1.211 (96,4%) | 1.251 (90,3%) |
| Афроамериканци    | 5 (0,4%)      | 2 (0,1%)      |
| Азијати           | 0 (0,0%)      | 0 (0,0%)      |
| Хиспаноамериканци | 11 (0,9%)     | 70 (5,1%)     |
| Укупно            | 1.256         | 1.386         |